# MAN 24.310
Man 24. 310 (de asemenea, codificat și A57 sau A59) este un model de autobuz cu etaj construit  pentru piața din Hong Kong.

## Competitori
- Dennis Trident 3
- Neoplan Centroliner
- Scania K94UB
- Volvo Super Olympian